# Horná Mariková
Horná Mariková (em húngaro: Felsőmarikó) é um município da Eslováquia, situado no distrito de Považská Bystrica, na região de Trenčín. Tem 47,56 km² de área e sua população em 2018 foi estimada em 577 habitantes.

## Demografia
| Ano:        | 1994 | 2004    | 2014    | 2024   |
| ----------- | ---- | ------- | ------- | ------ |
| Broj ljudi: | 908  | 757     | 613     | 583    |
| Razlika:    |      | -16,62% | -19,02% | -4,89% |

| Ano:               | 2023 | 2024   |
| ------------------ | ---- | ------ |
| Número de pessoas: | 574  | 583    |
| Diferença:         |      | +1,56% |